# The Grip of the Past (film 1914 Smiley)
The Grip of the Past è un cortometraggio muto del 1914 diretto da Joseph W. Smiley e prodotto dalla Lubin.

## Produzione
Il film fu prodotto dalla Lubin Manufacturing Company.

## Distribuzione
Distribuito dalla General Film Company, il film - un cortometraggio in due bobine - uscì nelle sale USA il 3 dicembre 1914.